# Tomicobia liaoi
Tomicobia liaoi är en stekelart som beskrevs av Yang 1987. Tomicobia liaoi ingår i släktet Tomicobia och familjen puppglanssteklar. Inga underarter finns listade i Catalogue of Life.